# Rosa roopae
Rosa roopae är en rosväxtart som beskrevs av Lonacz.. Rosa roopae ingår i släktet rosor, och familjen rosväxter. Inga underarter finns listade i Catalogue of Life.